# Глубоковский, Николай Никанорович
Никола́й Никано́рович Глубоко́вский (6 [18] декабря 1863, Кичменгский Городок, Никольский уезд, Вологодская губерния — 18 марта 1937, София) — русский православный богослов, экзегет, патролог, историк Церкви. Редактор Православной богословской энциклопедии.
Главным предметом его исследований была жизнь и деятельность апостола Павла.

## ВРоссии

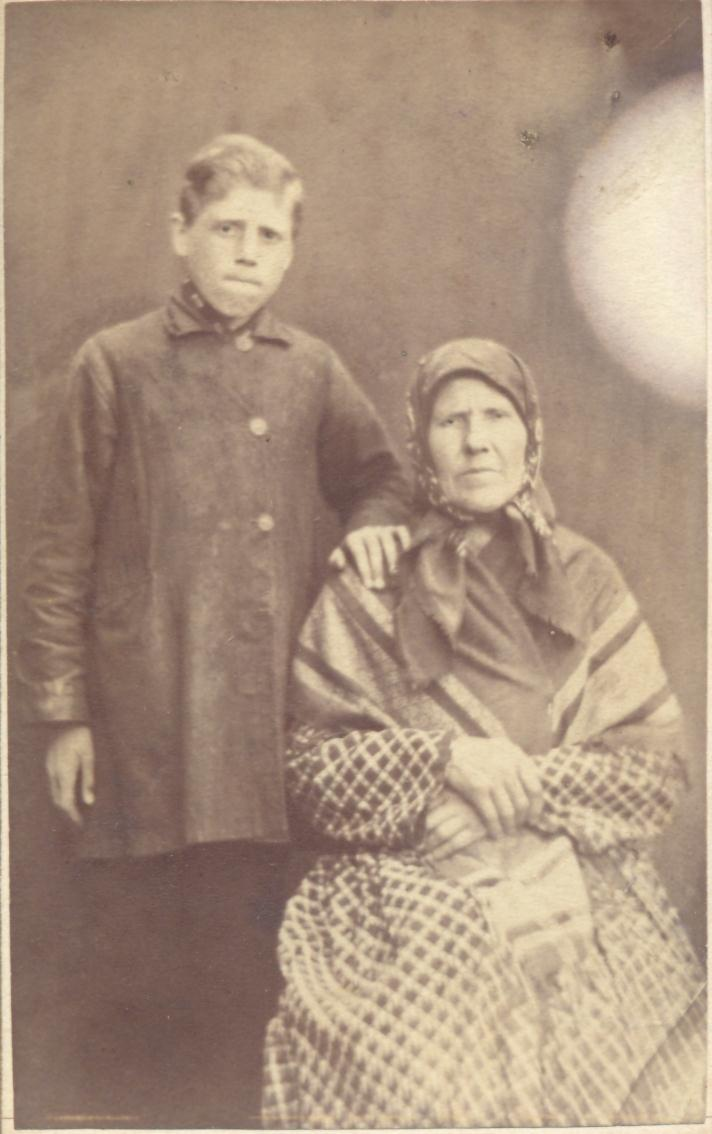
Николай Глубоковский, 1878

Родился 6 (18) декабря 1863 года в селе Кичменгский Городок Вологодской губернии в семье священника. На третьем году жизни, после смерти родителя, был взят на попечение старшей сестрой Анной. Начальное образование получил в Кобыльской (село Кобыльско-Ильинское) церковно-приходской школе и духовном училище Никольска.
По окончании Вологодской духовной семинарии в 1884 году поступил в Московскую духовную академию, которую окончил в 1889 году. Магистерская диссертация — «Блаженный Феодорит, епископ Киррский: его жизнь и литературная деятельность» — получила восторженные отзывы.
По окончании академии в 1890 году был назначен преподавателем Священного Писания в Воронежскую духовную семинарию, но в следующем, 1891 году, после защиты диссертации был приглашён в Петербургскую духовную академию — на кафедру Священного Писания Нового Завета, которую занимал с 21 октября 1891 года до закрытия академии в 1918 году. Указами Святейшего Синода от 4 ноября 1894 года был утверждён в должности экстраординарного профессора, с 28 января 1898 года — ординарный профессор, с 16 ноября 1916 года (после 25 лет академической службы) — заслуженный ординарный профессор академии.
Награждён Макариевской премией за сочинение «Благовестие христианской свободы в послании Святого Апостола Павла Галатам».
После смерти профессора Лопухина, с 14 октября 1904 года вплоть до 1911 года состоял редактором и цензором «Православной богословской энциклопедии».
В 1905 году был избран членом епархиальной Комиссии по подготовке к Всероссийскому Поместному собору Российской церкви, а затем был привлечён к работе Комиссии по выработке нового устава духовных академий. В 1907—1908 годах работал в особых Совещаниях по вопросу о реформе Духовных школ и органов церковного управления. В 1907 году выпустил книгу «По вопросам духовной школы средней и высшей и об учебном комитете при Святейшем Синоде».
Был избран 5 декабря 1909 года членом-корреспондентом Санкт-Петербургской академии наук по отделению русского языка и словесности.
С 1911 года — постоянный член училищного совета при Святейшем Синоде. По поручению Святейшего Синода занимался исправлением перевода книг Нового Завета на русский язык, был редактором в журналах «Церковный вестник» и «Христианское чтение», сотрудником «Православной Богословской энциклопедии»; по смерти А. П. Лопухина стал её редактором. Ряд статей в энциклопедии были написаны им самим.
В 1914 году Святейший Синод поручил ему редактирование «Справочного и объяснительного словаря к Новому Завету» П. А. Гильтебрандта.
В 1918 году читал лекции в Швеции в Стокгольмском университете, затем вернулся в Россию и в 1919 году работал в новообразованном Петроградском богословском институте, а также в период с 1919 по 1921 годы исполнял должность архивиста, архивариуса и редактора в бывшем Синодальном архиве.
27 ноября 1920 года женился на Анастасии Васильевне Нечаевой, вдове профессора А. П. Лебедева.

## В эмиграции

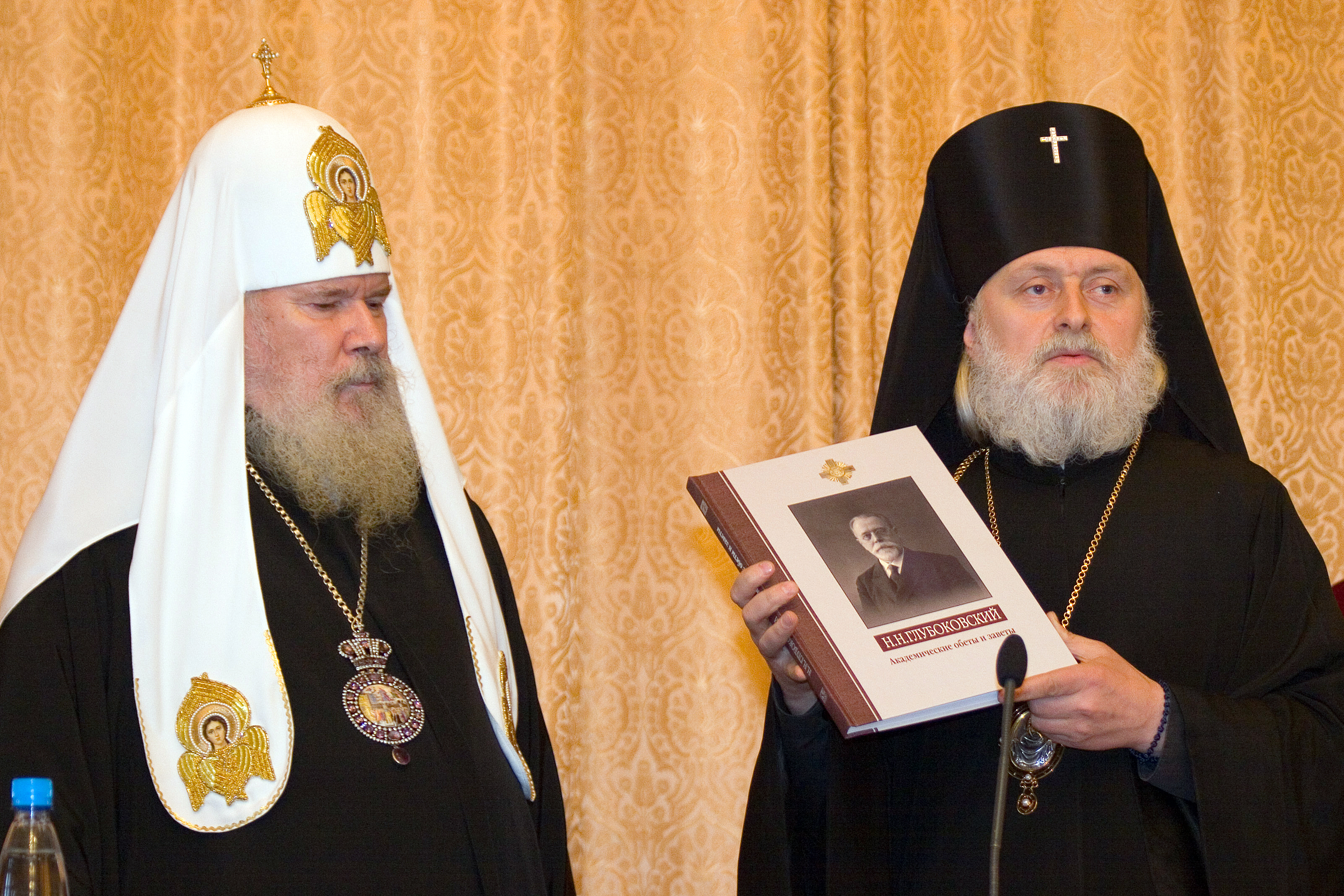
Архиепископ Верейский Евгений (Решетников) представляет публикацию трудов Н. Н. Глубоковского «Академические обеты и заветы» в присутствии Патриарха Московского и всея Руси Алексия II

В 1921 году вместе с женой выехал в Финляндию, оттуда в Германию, затем в Чехословакию, в Прагу, где занял должность профессора в университете.
В 1922—1923 гг. читал курс богословия в Белградском университете. В 1923 году принял предложение занять кафедру Священного Писания Нового Завета на богословском факультете Софийского университета.
Был избран членом-корреспондентом Болгарской академии наук, почётным членом Библейского общества в Лондоне.
Скончался 18 марта 1937 года от болезни почек. Чин отпевания в кафедральном соборе Святой Недели 20 марта совершил митрополит Софийский Стефан (Шоков) (в схизме; впоследствии Экзарх), который в надгробной речи «назвал Николая Никаноровича Глубоковского величайшим авторитетом в библейской экзегетике православной богословской науки, любящим и верным сыном Церкви, могучим столпом Православия».
Издал около сорока крупных работ и множество статей. Многие его труды остались неизданными: например, обзор «Русское богословие» и некоторые другие.
«Библейский словарь», над которым богослов трудился с перерывами всю жизнь и считавшийся в России утраченным, был впервые издан в 2007 году к 70-летию со дня его кончины.
Вдова Глубоковского передала его личную библиотеку Священному синоду Болгарской православной церкви; книги погибли во время второй мировой войны в огне вместе с большей частью прочих книг синодальной библиотеки.